# Hedgpethia articulata
Hedgpethia articulata är en havsspindelart som först beskrevs av Loman, J.C.C. 1908.  Hedgpethia articulata ingår i släktet Hedgpethia och familjen Colossendeidae. Inga underarter finns listade i Catalogue of Life.